# Forschungsinstitut für Molekulare Pathologie
Das Forschungsinstitut für Molekulare Pathologie (IMP, häufig Research Institute of Molecular Pathology) ist eine biomedizinische Forschungseinrichtung, die anwendungsoffene Grundlagenforschung im Bereich der molekularen Lebenswissenschaften betreibt.
Das IMP ist Teil des Vienna Biocenters (VBC) in Wien, Österreich. Das Institut beschäftigt etwa 270 Personen aus 40 Ländern, von denen etwa 230 Wissenschaftler sind. Die Arbeitssprache am IMP ist Englisch. Das IMP wurde 1985 gegründet und wird von dem Pharmaunternehmen Boehringer Ingelheim und durch Projektmittel unterschiedlicher Fördergeber finanziert.
Wissenschaftler des IMP veröffentlichen jährlich etwa 60 bis 90 Publikationen in internationalen Fachmedien. 93 Patente wurden seit 1985 eingereicht und IMP-Wissenschaftler erhielten 27 ERC Grants. Fünf IMP Wissenschaftler wurden mit Wittgenstein-Preisen ausgezeichnet. Acht von 15 Gruppenleiterinnen und Gruppenleitern sind gewählte Mitglieder der European Molecular Biology Organization (EMBO).
Das Kernbudget für den laufenden Betrieb des IMP wird von Boehringer Ingelheim zur Verfügung gestellt. Wesentliche weitere Mittel erschließen sich aus Projektförderungen, die von den Arbeitsgruppen lukriert werden. Wichtige Fördergeber sind dabei insbesondere der österreichische Fonds zur Förderung der wissenschaftlichen Forschung (FWF); die österreichische Forschungsförderungsgesellschaft (FFG); der Wiener Wissenschafts- und Technologiefonds (WWTF); der Europäische Forschungsrat (ERC); das Human Frontiers Science Program (HFSP); und andere nationale und internationale Fördergeber.

## Forschung

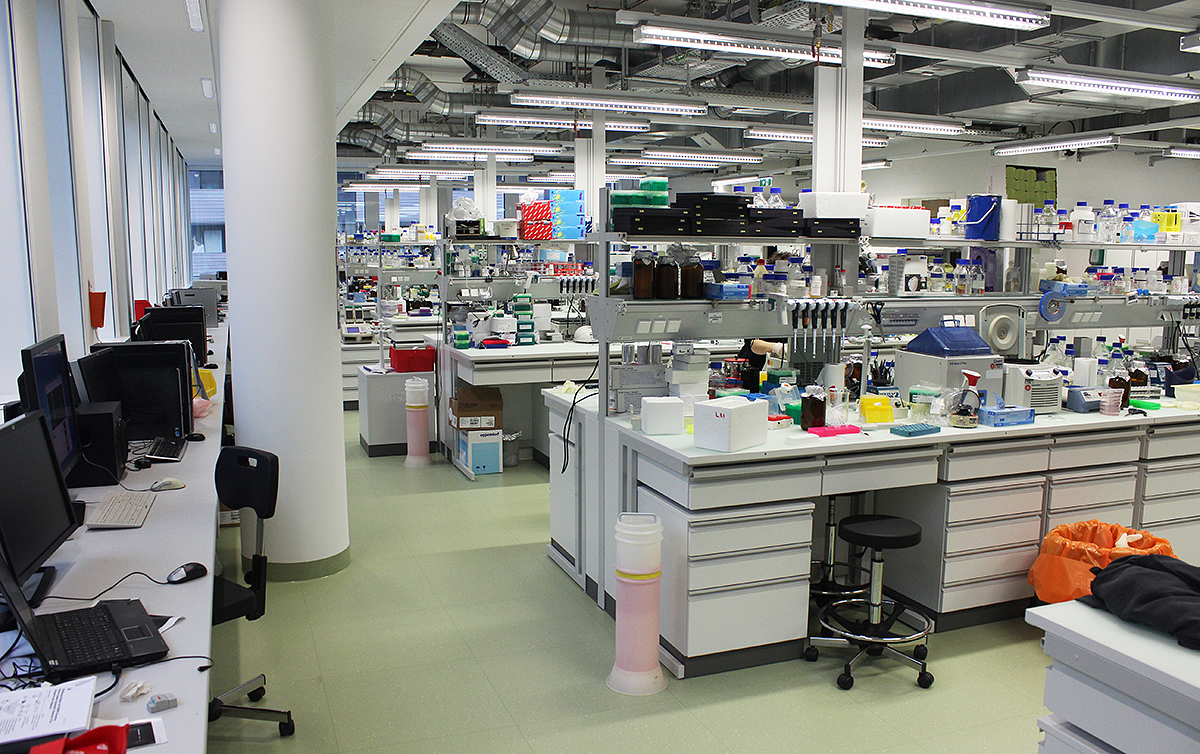
Labor am IMP. Bis zu drei Arbeitsgruppen teilen ein Großraumlabor.

Die Forschung am IMP widmet sich molekularen Mechanismen und Prinzipien, die komplexen biologischen Prozessen zugrunde liegen. Die folgenden Themenschwerpunkte können aus der Arbeit der IMP-Forschungsgruppen abgeleitet werden:
- Molekular- und Zellbiologie
- Strukturbiologie und Biochemie
- Genexpression und Chromosomenforschung
- Stammzellforschung und Entwicklungsbiologie
- Immunologie und Krebsforschung

Die Forschung in diesen Feldern wird in unabhängigen Arbeitsgruppen betrieben, geführt von jeweils einem Gruppenleiter:
- Francisco Balzarotti: Lichtmikroskopie und Biophysik
- Meinrad Busslinger: Stammzelldifferenzierung und Hämatopoese
- Tim Clausen: Molekulare Mechanismen von Proteinqualitätskontrolle
- Moritz Gaidt: Funktionelle Genomik und angeborene Immunantwort
- David Haselbach: Funktion molekularer Maschinen
- Anna Obenauf: Molekulare Mechanismen von Metastasenbildung und Medikamentenresistenz
- Andrea Pauli: Funktionen von kurzen, translatierten Offenen Leserahmen (Open Reading Frames / ORFs) in der Entwicklung
- Diana Pinheiro: Mechanismen und Signaldynamik in der Embryogenese
- Clemens Plaschka: Ultrastruktur der RNA Regulation
- Jan-Michael Peters: Mitose und Chromosomenbiologie
- Alexander Stark: Systembiologie regulatorischer Motive und Netzwerke – Verständnis der Genexpression von DNS-Sequenzen
- Joris van der Veeken: Differenzierung und Funktion von T-Zellen
- Johannes Zuber: Identifikation und Charakterisierung möglicher Tumortherapeutika mittels fortgeschrittener RNAi-Technologie

Bekannte ehemalige Mitarbeiter sind zum Beispiel Adriano Aguzzi (Postdoc 1989 bis 1992), Angelika Amon (Master-Studentin/Doktorandin, 1989 bis 1993), Adrian Bird (Senior Scientist, 1987 bis 1990), Max Birnstiel (Direktor, 1988 bis 1996), Jürgen Knoblich (Gruppenleiter 1997 bis 2004), Kim Nasmyth (Senior Scientist/Direktor, 1988 bis 2003), Giulio Superti-Furga (Doktorand, 1988 bis 1990), Elly Tanaka (Senior Scientist 2016 bis 2024), und Martin Zenke (Gruppenleiter, 1988 bis 1995).

## Geschichte

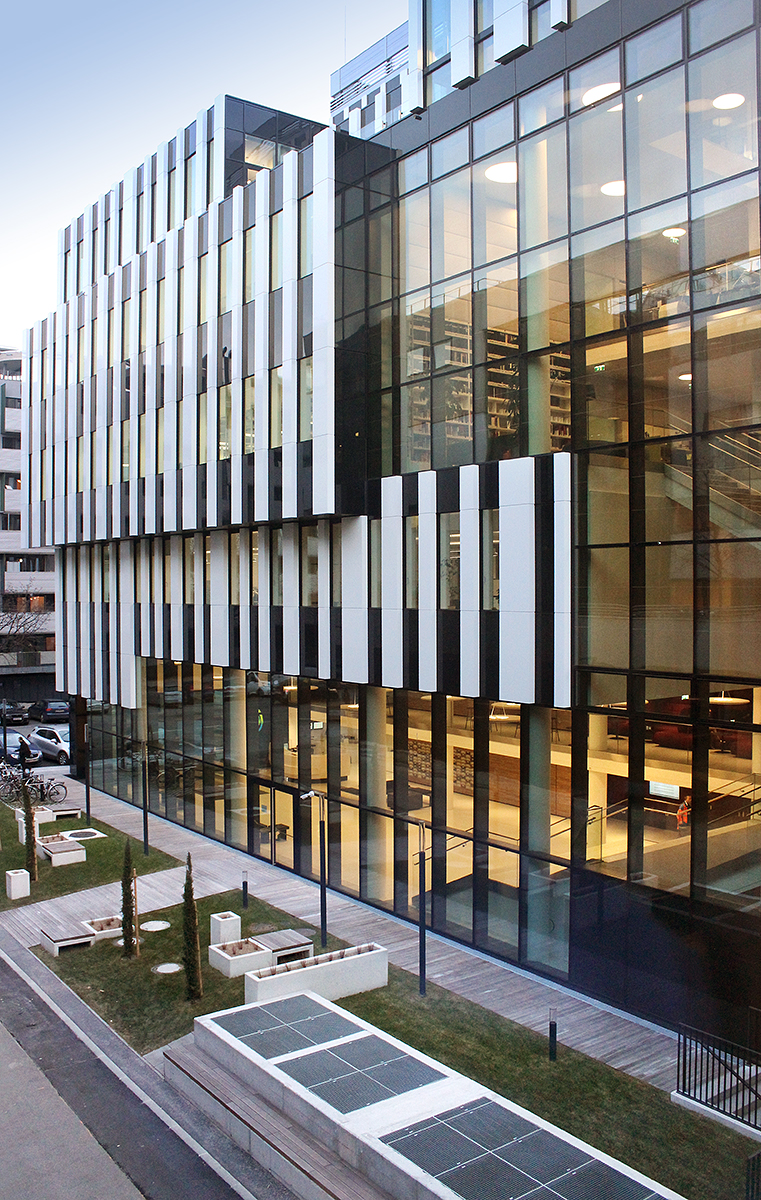
Forschungsinstitut für Molekulare Pathologie, Außenansicht.

Das IMP wurde 1985 als Gemeinschaftsprojekt der Unternehmen Boehringer Ingelheim und Genentech gegründet. Unter der wissenschaftlichen Leitung von Max Birnstiel nahm das Institut 1988 seinen Betrieb auf.
1992 zogen fünf Institute der Fakultäten für Naturwissenschaft und Medizin der Universität Wien in ein benachbartes Gebäude, Grundlage für die heutigen Max F. Perutz Laboratories (MFPL). In Folge wurde das Areal als „Vienna Biocenter“ bezeichnet und fortlaufend entwickelt.
1993 übernahm Boehringer Ingelheim alle IMP-Anteile von Genentech. 1997 übernahm Kim Nasmyth die wissenschaftliche Leitung des IMP.
2006 nahmen zwei Institute der Österreichischen Akademie der Wissenschaften ihren Betrieb auf: das Institut für Molekulare Biotechnologie (IMBA) und das Gregor Mendel Institut für Molekulare Pflanzenbiologie (GMI), die in Folge beide eng mit dem IMP kooperieren sollten. Im selben Jahr wurde Barry Dickson der Wissenschaftliche Direktor des IMP.
Seit 2013 steht Jan-Michael Peters dem IMP als Wissenschaftlicher Direktor vor, Harald Isemann ist seit 2004 Kaufmännischer Direktor. 2016 zog das IMP in das neue von ATP architekten ingenieure (Wien) integral geplante Gebäude, das am 1. März 2017 offiziell eröffnet wurde.

## Einrichtungen

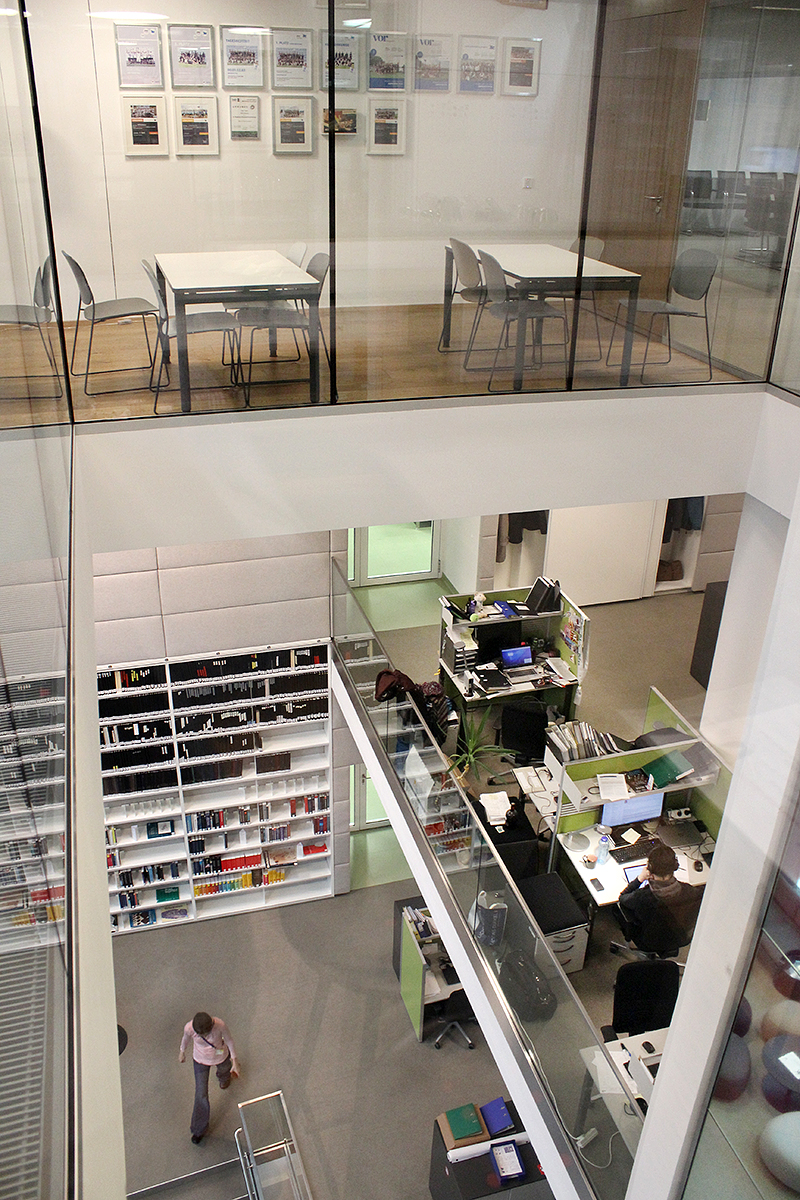
Schreibplätze

Das Vienna BioCenter PhD Program ist ein internationales Doktorandenprogramm, das gemeinsam von den vier Forschungsinstituten des Vienna Biocenters (IMP, IMBA, GMI und MFPL) getragen wird. Die Aufnahme in das Programm erfolgt durch einen umfassenden Selektionsprozess zweimal jährlich (April und November). Die Teilnahme am VBC PhD Programme ist eine Voraussetzung dafür, als Doktorand am IMP zu arbeiten.
Das IMP betreibt eine Reihe von kostenintensiven Servicestellen in Kooperation mit IMBA und GMI. Diese stehen den Wissenschaftlern aller Institute als interner Service zur Verfügung und umfassen unter anderen Bioinformatik, Biooptik (Mikroskopie), Vergleichende Medizin, Massenspektroskopie und Proteinchemie, sowie die Max-Perutz-Bibliothek.
Neben den institutseigenen Servicestellen können Forscher des IMP auch die Einrichtungen der Vienna Biocenter Core Facilities nutzen. Diese umfassen neben wissenschaftlichen Servicestellen wie Mikroskopie, Bioinformatik, Elektronenmikroskopie, Histopathologie, Metabolomik, Sequenzierung, Pflanzenkultur, präklinischer Bildgebung, Proteintechnologien und dem Vienna Drosophila Ressource Center auch einen Kindergarten.
Um sein wissenschaftliches Niveau zu überprüfen, stützt sich das IMP unter anderem auf seinen wissenschaftliche Beirat (Scientific Advisory Board, SAB), der sich aus etablierten Wissenschaftlern zusammensetzt und einmal jährlich tagt. Vorsitzender des SAB ist (Stand 2024) Dirk Schübeler (Friedrich Miescher Institute for Biomedical Research). Die anderen Mitglieder sind Adrian Bird (The University of Edinburgh), Norbert Kraut (Boehringer Ingelheim), Ruth Lehmann (Massachusetts Institute of Technology); Ruslan Medzhitov (Yale School of Medicine/HHMI), und Eva Nogales (University of California, Berkeley).